# Центральний епідемічний командний центр
Центральний епідемічний командний центр (англ. Central Epidemic Command Center, кит. трад.: 國家衛生指揮中心中央流行疫情指揮中心) є агенцією Національного командного центру охорони здоров'я Тайваню (NHCC). Він був створений урядом Тайваню для боротьби з кількома спалахами захворювань, зокрема пандемія грипу H1N1 2009 року та пандемія COVID-19. Головою агентства є міністр охорони здоров'я та соціального забезпечення Чень Шичжун. Центральний епідемічний командний центр пов'язаний з Тайванськими центрами з контролю за захворюваннями (Taiwan CDC).
Тимчасовий командний центр вперше був створений у 2003 році під час епідемії SARS, яка спричинила 71 смерть на Тайвані. Тоді, в результаті уроків, винесених з цієї епідемії, постійний національний епідемічний командний центр охорони здоров'я був затверджений як проєкт 16 серпня 2004 року; офіси Центрального епідемічного командного центру відкрилися в будівлі центрів контролю захворювань 18 січня 2005 року. Центральний епідемічний командний центр є одним із командних центрів, які є частиною Національного командного центру охорони здоров'я.

## Пандемія грипу H1N1 2009 року
28 квітня 2009 року Центральний епідемічний командний центр провів своє перше засідання, організоване міністром охорони здоров'я Є Чінчуаном. Участь у ньому брали представники міністерства охорони здоров'я, міністерства внутрішніх справ, міністерства закордонних справ та міністерства економіки. 20 травня 2009 року Центральний епідемічний командний центр підтвердив перший завезений на Тайвань випадок грипу H1N1. Центри з контролю і профілактики захворювань негайно повідомили ВООЗ та інші країни через координаційних центрів з міжнародних медичних правил. 24 травня було підтверджено перший місцевий випадок хвороби. Ці запобіжні заходи викликали багато різних політичних реакцій на Тайвані.

## Епідемія пташиного грипу 2013 року (підтип вірусу H7N9)
3 квітня 2013 року Виконавчий юань активував Центральний епідемічний командний центр у відповідь на епідемію грипу H7N9 (вірус пташиного грипу) у материковому Китаї. 11 квітня 2014 року Виконавчий юань деактивував Центральний епідемічний командний центр щодо грипу H7N9.
Центральний епідемічний командний центр скликав 24 зустрічі з урядовими установами, включаючи Раду сільського господарства, міністерство транспорту та зв'язку та міністерство освіти. Центр також скликав зустрічі з 22 міськими та місцевими органами влади. Крім того, на зустрічах були присутні провінційні керівники та заступники керівників Мережі контролю за інфекційними захворюваннями. 17 травня 2013 року було заборонено забій живої птиці на традиційних ринках, щоб усунути ризик передачі пташиного грипу від тварин до людей.

## Спалах гарячки денге в 2015 році
Гарячка денге спричинюється вірусом денге, і поширена в тропічному та субтропічному кліматі. Час від часу спалахи її відбуваються на Тайвані, і Центральний епідемічний командний центр з приводу її спалаху було активовано 14 вересня 2015 року. Загалом було зареєстровано 43784 випадки хвороби, більшість із них у тропічному кліматі південних міст Тайнань і Гаосюн з 52 % і 45 % випадків відповідно. У 2014 і 2015 роках на Тайвані спостерігалися послідовні спалахи гарячки денге.

## Епідемія вірусу Зіка у 2016 році
2 лютого 2016 року було активовано Центральний епідемічний командний центр у зв'язку зі спалахом гарячки Зіка.

## Пандемія COVID-19
У відповідь на спалах коронавірусної хвороби Центральний епідемічний командний центр було активовано 20 січня 2020 року. Виконавчий юань схвалив деактивацію Центрального епідемічного командного центру для заходів проти COVID-19 з 1 травня 2023 року.

### Координація заходів на COVID-19
Центральний епідемічний командний центр має повноваження координувати роботу між державними департаментами, та залучати додатковий персонал під час надзвичайної ситуації. Центральний епідемічний командний центр скоординував заходи реагування уряду в різних сферах, включаючи матеріально-технічне забезпечення осіб на кораблі «Diamond Princess», дезінфекцію громадських місць навколо шкіл, і щоденні брифінги міністра охорони здоров'я Чень Шичжуна, які регулярно транслювалися на великих каналах новин Тайваню. Спочатку Центральний епідемічний командний центр був створений як державна установа рівня 3, а 28 лютого 2020 року був підвищений до рівня 1.
У січні Тайвань закрив свої кордони для всіх жителів Уханя через побоювання, що країна не отримує своєчасних оновлених рекомендацій, оскільки Тайвань виключили із Всесвітньої організації охорони здоров'я.

### Діяльність Центрального епідемічного командного центру
Центр розіслав попереджувальні текстові повідомлення на мобільні телефони в певних районах, закликаючи людей дотримуватися соціальної дистанції, особливо уникаючи людних мальовничих місць.
18 березня Центральний епідемічний командний центр почав реєструвати повідомлення про поїздки до США, Канади, Австралії та Нової Зеландії, та порадив уникати всіх нетермінових поїздок до цих країн. Було також оголошено, що деякі прибулі іноземні громадяни повинні дотримуватися 14-денного домашнього карантину після прибуття з-за кордону.
25 березня, незважаючи на те, що в цей день на Тайвані не було зареєстровано жодного нового підтвердженого випадку захворювання, Центральний епідемічний командний центр оголосив про те, що заходи в приміщенні, на яких будуть присутні понад 100 осіб, та зібрання понад 500 осіб просто неба, повинні бути призупинені.

### Заходи Тайваню
Заходи Тайваню були високо оцінена в журналі Американської медичної асоціації «JAMA». За даними «JAMA», на Тайвані мав відбутися другий за величиною спалах COVID-19 у світі, але натомість фактично усунув місцеву передачу вірусу. Тайвань зробив це, не наказуючи людям залишатися вдома, та не закриваючи школи, ресторани, магазини та інші заклади. У результаті економіка Тайваню не зазнала такої економічної шкоди, як країн, які перебували в режимі карантину.